# Hans Georg Stehlin
Hans Georg Stehlin (1870 – 1914) è stato un paleontologo e geologo svizzero.
Si specializzò in paleontologia dei vertebrati, in particolare nello studio dei mammiferi del Cenozoico. Pubblicò numerosi articoli su primati (tra cui Nannopithex) e ungulati. È stato presidente della commissione del Museo di Storia Naturale di Basilea.
Nel 1910 coniò il termine Grande Coupure per riferirsi all'estinzione avvenuta circa 34 milioni di anni fa, che definisce il limite Eocene-Oligocene, da cui si originò un enorme cambiamento negli organismi e in particolare nei mammiferi d'Europa (Stehlin, 1910).